# Barra do Garças
Barra do Garças este un oraș în Mato Grosso (MT), Brazilia.